# Campeonato Piauiense 2021
El Campeonato Piauiense de Fútbol 2021 fue la 81.ª edición de la primera división de fútbol del estado de Piauí. El torneo fue organizado por la Federação de Futebol do Piauí (FFP). El torneo comenzó el 20 de febrero y  finalizó el 22 de mayo. El ganador fue el Altos, que venció en la final al Fluminense Piauí en duelos de ida y vuelta, logrando así su tercer título estadual.

## Sistema de juego

### Primera fase
Los 8 equipos se enfrentan en modalidad de todos contra todos en partidos de ida y vuelta. Culminadas las catorce fechas, los últimos dos equipos posicionados en la tabla de posiciones, descienden a la Segunda División. Mientras que los dos primeros clasifican a la final.

### Segunda fase
- Final: Se juega en partidos de ida y vuelta, teniendo la opción de elegir en que partido ser local el equipo con mayor puntaje en la primera fase.

- Nota: En caso de empate en puntos y diferencia de goles, se definirá en tanda de penales. No se consideran los goles de visita.

### Clasificaciones
- Copa de Brasil 2022: Clasifican los dos finalistas del campeonato.
- Copa do Nordeste 2022: Clasifican tres equipos. A la fase de grupos accede únicamente el campeón. A la Pre-Copa do Nordeste acceden dos equipos: el subcampeón y el equipo con mejor posición en el Ranking CBF 2021 (exceptuando a los dos equipos mencionados anteriormente).
- Serie D 2022: Clasifican los dos mejores equipos que no disputan ni la Serie A, Serie B o Serie C (Altos).

## Equipos participantes
| Equipo           | Ciudad   | Estadio           | Capacidad | Posición 2020      | Títulos (último) |
| ---------------- | -------- | ----------------- | --------- | ------------------ | ---------------- |
| 4 de Julho       | Piripiri | Arena Ytacoatyara | 8500      | Campeón            | 4 (2020)         |
| Altos            | Altos    | Felipão           | 3000      | 3.º                | 2 (2018)         |
| Flamengo Piauí   | Teresina | Lidolfinho        | 12 760    | 6.º                | 17 (2009)        |
| Fluminense Piauí | Teresina | Albertão          | 44 200    | 1.º (2.ª división) | 0                |
| Parnahyba        | Parnaíba | Piscinão          | 4700      | 4.º                | 13 (2013)        |
| Picos            | Picos    | Helvídio Nunes    | 5400      | 2.º                | 4 (1998)         |
| Ríver Piauí      | Teresina | Albertão          | 44 200    | 5.º                | 31 (2019)        |
| Tiradentes       | Altos    | Lindolfinho       | 12 760    | 2.º (2.ª división) | 5 (1990)         |

| Crecimiento | Equipos provenientes del Campeonato Piauiense de Segunda División 2020. |

## Primera fase

### Tabla de posiciones
| Pos. | Equipo           | Pts. | PJ | G | E | P | GF | GC | Dif. | Clasificación          |
| ---- | ---------------- | ---- | -- | - | - | - | -- | -- | ---- | ---------------------- |
| 1    | Altos            | 26   | 14 | 7 | 5 | 2 | 23 | 17 | +6   | Final.                 |
| 2    | Fluminense Piauí | 24   | 14 | 7 | 3 | 4 | 22 | 15 | +7   | Final.                 |
| 3    | 4 de Julho       | 23   | 14 | 6 | 5 | 3 | 20 | 13 | +7   |                        |
| 4    | Flamengo Piauí   | 19   | 14 | 5 | 4 | 5 | 19 | 20 | −1   |                        |
| 5    | Parnahyba        | 17   | 14 | 4 | 5 | 5 | 17 | 23 | −6   |                        |
| 6    | Ríver Piauí      | 16   | 14 | 4 | 4 | 6 | 15 | 20 | −5   |                        |
| 7    | Tiradentes       | 15   | 14 | 4 | 3 | 7 | 14 | 17 | −3   | Descenso de categoría. |
| 8    | Picos            | 11   | 14 | 2 | 5 | 7 | 11 | 16 | −5   | Descenso de categoría. |

Actualizado a los partidos jugados el 16 de mayo de 2021.
 Fuente: 
Criterios de clasificación: 1) Puntos; 2) Partidos ganados; 3) Diferencia de gol; 4) Goles anotados; 5) Menor cantidad de tarjetas amarillas; 6) Menor cantidad de tarjetas rojas; 7) Sorteo.

### Fixture
- La hora de cada encuentro corresponde al huso horario correspondiente al Estado de Piauí (UTC-3).

| Parnahyba   | 1 - 0 | Picos            | Piscinão          | 20 de febrero | 16:00 |
| 4 de Julho  | 1 - 2 | Fluminense Piauí | Arena Ytacoatyara | 21 de febrero | 9:00  |
| Altos       | 1 - 1 | Flamengo Piauí   | Arena Ytacoatyara | 21 de febrero | 15:45 |
| Ríver Piauí | 0 - 1 | Tiradentes       | Albertão          | 11 de marzo   | 15:45 |

| Fluminense Piauí | 0 - 2 | Altos       | Albertão       | 24 de febrero | 15:45 |
| Tiradentes       | 0 - 1 | 4 de Julho  | Lindolfinho    | 24 de febrero | 15:45 |
| Picos            | 0 - 1 | Ríver Piauí | Helvídio Nunes | 24 de febrero | 16:00 |
| Flamengo Piauí   | 1 - 2 | Parnahyba   | Lindolfinho    | 25 de febrero | 16:00 |

| Ríver Piauí | 0 - 2 | Flamengo Piauí   | Albertão    | 28 de febrero | 9:00  |
| Parnahyba   | 1 - 1 | Fluminense Piauí | Piscinão    | 28 de febrero | 16:00 |
| Tiradentes  | 0 - 0 | Picos            | Lindolfinho | 1 de marzo    | 16:00 |
| Altos       | 0 - 4 | 4 de Julho       | Lindolfinho | 31 de marzo   | 15:45 |

| Fluminense Piauí | 1 - 2 | Ríver Piauí | Albertão          | 6 de marzo  | 15:45 |
| Flamengo Piauí   | 0 - 0 | Picos       | Lindolfinho       | 6 de marzo  | 17:50 |
| 4 de Julho       | 0 - 1 | Parnahyba   | Arena Ytacoatyara | 14 de marzo | 9:00  |
| Altos            | 2 - 0 | Tiradentes  | Felipão           | 17 de marzo | 15:30 |

| Ríver Piauí | 2 - 2 | 4 de Julho       | Albertão       | 3 de marzo  | 16:00 |
| Parnahyba   | 1 - 1 | Altos            | Piscinão       | 3 de marzo  | 16:00 |
| Tiradentes  | 2 - 2 | Flamengo Piauí   | Lindolfinho    | 22 de marzo | 15:45 |
| Picos       | 2 - 3 | Fluminense Piauí | Helvídio Nunes | 24 de marzo | 15:45 |

| Fluminense Piauí | 1 - 1 | Flamengo Piauí | Lindolfinho       | 3 de abril  | 17:45 |
| Parnahyba        | 1 - 1 | Tiradentes     | Piscinão          | 6 de abril  | 15:45 |
| Altos            | 0 - 0 | Ríver Piauí    | Arena Ytacoatyara | 7 de abril  | 15:45 |
| 4 de Julho       | 1 - 1 | Picos          | Arena Ytacoatyara | 28 de abril | 15:45 |

| Ríver Piauí    | 3 - 2 | Parnahyba        | Albertão       | 24 de marzo | 15:45 |
| Tiradentes     | 1 - 2 | Fluminense Piauí | Albertão       | 11 de abril | 9:00  |
| Picos          | 1 - 1 | Altos            | Helvídio Nunes | 14 de abril | 15:45 |
| Flamengo Piauí | 0 - 1 | 4 de Julho       | Albertão       | 5 de mayo   | 15:45 |

| Tiradentes       | 1 - 0 | Ríver Piauí | Albertão       | 14 de abril | 15:45 |
| Picos            | 2 - 1 | Parnahyba   | Helvídio Nunes | 17 de abril | 15:45 |
| Fluminense Piauí | 0 - 0 | 4 de Julho  | Lindolfinho    | 18 de abril | 9:00  |
| Flamengo Piauí   | 4 - 0 | Altos       | Albertão       | 28 de abril | 15:45 |

| Ríver Piauí | 3 - 2 | Picos            | Albertão          | 21 de abril | 9:00  |
| 4 de Julho  | 2 - 1 | Tiradentes       | Arena Ytacoatyara | 21 de abril | 15:45 |
| Parnahyba   | 3 - 1 | Flamengo Piauí   | Piscinão          | 21 de abril | 16:00 |
| Altos       | 2 - 0 | Fluminense Piauí | Felipão           | 5 de mayo   | 15:45 |

| Fluminense Piauí | 4 - 0 | Parnahyba   | Albertão          | 24 de abril | 15:45 |
| Flamengo Piauí   | 3 - 2 | Ríver Piauí | Albertão          | 25 de abril | 9:00  |
| Picos            | 1 - 0 | Tiradentes  | Helvídio Nunes    | 25 de abril | 15:45 |
| 4 de Julho       | 3 - 4 | Altos       | Arena Ytacoatyara | 25 de abril | 15:45 |

| Parnahyba   | 1 - 1 | 4 de Julho       | Piscinão       | 1 de mayo | 15:45 |
| Ríver Piauí | 1 - 2 | Fluminense Piauí | Albertão       | 1 de mayo | 15:45 |
| Tiradentes  | 1 - 3 | Altos            | Albertão       | 2 de mayo | 9:00  |
| Picos       | 0 - 1 | Flamengo Piauí   | Helvídio Nunes | 2 de mayo | 15:45 |

| Fluminense Piauí | 2 - 1 | Picos       | Albertão          | 9 de mayo | 9:00  |
| Flamengo Piauí   | 2 - 1 | Tiradentes  | Albertão          | 9 de mayo | 15:45 |
| 4 de Julho       | 0 - 0 | Ríver Piauí | Arena Ytacoatyara | 9 de mayo | 15:45 |
| Altos            | 3 - 1 | Parnahyba   | Lindolfinho       | 9 de mayo | 15:45 |

| Tiradentes     | 4 - 1 | Parnahyba        | Lindolfinho    | 12 de mayo | 15:45 |
| Picos          | 0 - 1 | 4 de Julho       | Helvídio Nunes | 12 de mayo | 15:45 |
| Ríver Piauí    | 0 - 3 | Altos            | Albertão       | 12 de mayo | 15:45 |
| Flamengo Piauí | 0 - 4 | Fluminense Piauí | Albertão       | 13 de mayo | 15:45 |

| Fluminense Piauí | 0 - 1 | Tiradentes     | Albertão          | 16 de mayo | 9:00 |
| 4 de Julho       | 3 - 1 | Flamengo Piauí | Arena Ytacoatyara | 16 de mayo | 9:00 |
| Altos            | 1 - 1 | Picos          | Lindolfinho       | 16 de mayo | 9:00 |
| Parnahyba        | 1 - 1 | Ríver Piauí    | Piscinão          | 16 de mayo | 9:00 |

## Final
| 19 de mayo de 2021, 20:00 (UTC-3) | Fluminense Piauí | 1:2 (0:2) | Altos                      | Albertão, Teresina           |                              |
|                                   | Matheus 46'      | Reporte   | Betinho 40' · Manoel 45+1' | Árbitro(s): Jardiel da Rocha | Árbitro(s): Jardiel da Rocha |

| 22 de mayo de 2021, 16:00 (UTC-3) | Altos                        | 3:0 (1:0) | Fluminense Piauí | Arena Ytacoatyara, Piripiri             |                                         |
|                                   | Betinho 3' · Manoel 78', 80' | Reporte   |                  | Árbitro(s): Antônio Dib Moraes de Sousa | Árbitro(s): Antônio Dib Moraes de Sousa |

| Bandera del estado de Piauí |
| Campeón                     |
| Altos 3er título            |

## Clasificación final
| Pos. | Equipo           | Pts. | PJ | G | E | P | GF | GC | Dif. | Clasificación                                                  |
| ---- | ---------------- | ---- | -- | - | - | - | -- | -- | ---- | -------------------------------------------------------------- |
| 1.°  | Altos (C)        | 32   | 16 | 9 | 5 | 2 | 28 | 18 | +10  | Copa de Brasil 2022 y Copa do Nordeste 2022.                   |
| 2.°  | Fluminense Piauí | 24   | 16 | 7 | 3 | 6 | 23 | 20 | +3   | Copa de Brasil 2022, Pre-Copa do Nordeste 2022 y Serie D 2022. |
| 3.°  | 4 de Julho       | 23   | 14 | 6 | 5 | 3 | 20 | 13 | +7   | Serie D 2022.                                                  |
| 4.°  | Flamengo Piauí   | 19   | 14 | 5 | 4 | 5 | 19 | 20 | −1   |                                                                |
| 5.°  | Parnahyba        | 17   | 14 | 4 | 5 | 5 | 17 | 23 | −6   |                                                                |
| 6.°  | Ríver Piauí      | 16   | 14 | 4 | 4 | 6 | 15 | 20 | −5   | Pre-Copa do Nordeste 2022.                                     |
| 7.°  | Tiradentes       | 15   | 14 | 4 | 3 | 7 | 14 | 17 | −3   | Segunda División 2022.                                         |
| 8.°  | Picos            | 11   | 14 | 2 | 5 | 7 | 11 | 16 | −5   | Segunda División 2022.                                         |

Reglas de clasificación: 1) Puntos; 2) Partidos ganados; 3) Diferencia de gol; 4) Goles anotados; 5) Menor cantidad de tarjetas amarillas; 6) Menor cantidad de tarjetas rojas; 7) Sorteo.

Nota: Uno de los cupos de clasificación para la Serie D 2022 pasó a manos de 4 de Julho, debido a que Altos disputa la Serie C en 2022.